# Station Herzeeuw
Station Herzeeuw is een spoorwegstation langs spoorlijn 75A (Moeskroen - Froyennes) in Herzeeuw (Frans: Herseaux), een deelgemeente van de stad Moeskroen in de Belgische provincie Henegouwen. In dit station vertrok ook spoorlijn 85 naar Leupegem (bij Oudenaarde) en naar Roubaix in Frankrijk.
Vroeger eindigde hier een elektrische tramlijn vanuit Frankrijk die deel uitmaakte van het tramnetwerk van de ELRT (L'Électrique Lille Roubaix Tourcoing).
Herzeeuw is een deelgemeente van de faciliteitengemeente Moeskroen. Dit betekent dat alle opschriften tweetalig zijn. Sinds 29 juni 2013 zijn de loketten van dit station gesloten. Voor een aankoop van een biljet kan men terecht aan de ter beschikking staande automaten of in de trein. Het is nu een stopplaats geworden.
Vanaf 30 augustus 2021 begint Infrabel met werken aan de spoorlijn. In het kader van deze werken worden de perrons verhoogd en vernieuwd.

## Galerij

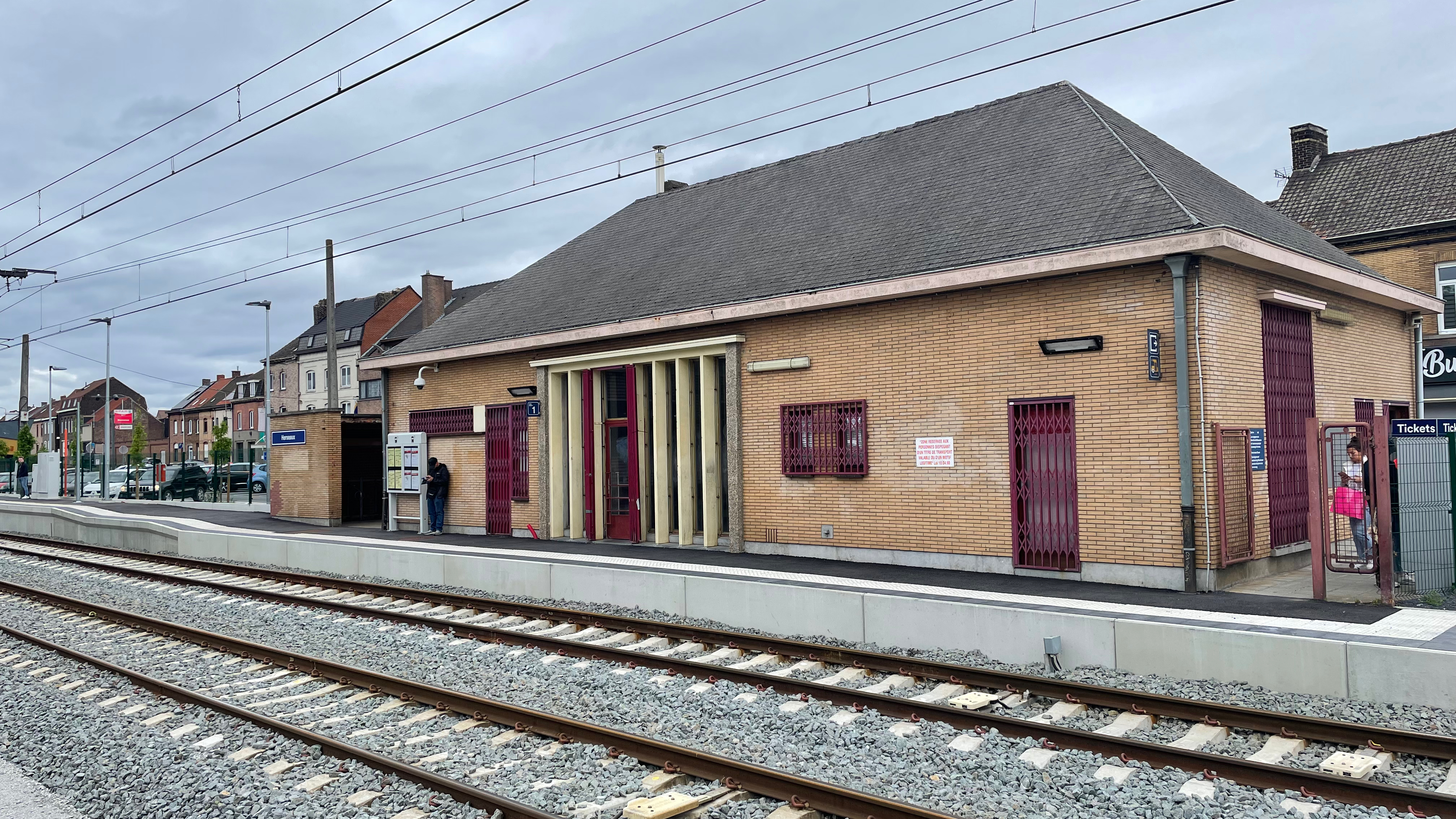
Zicht op het perron
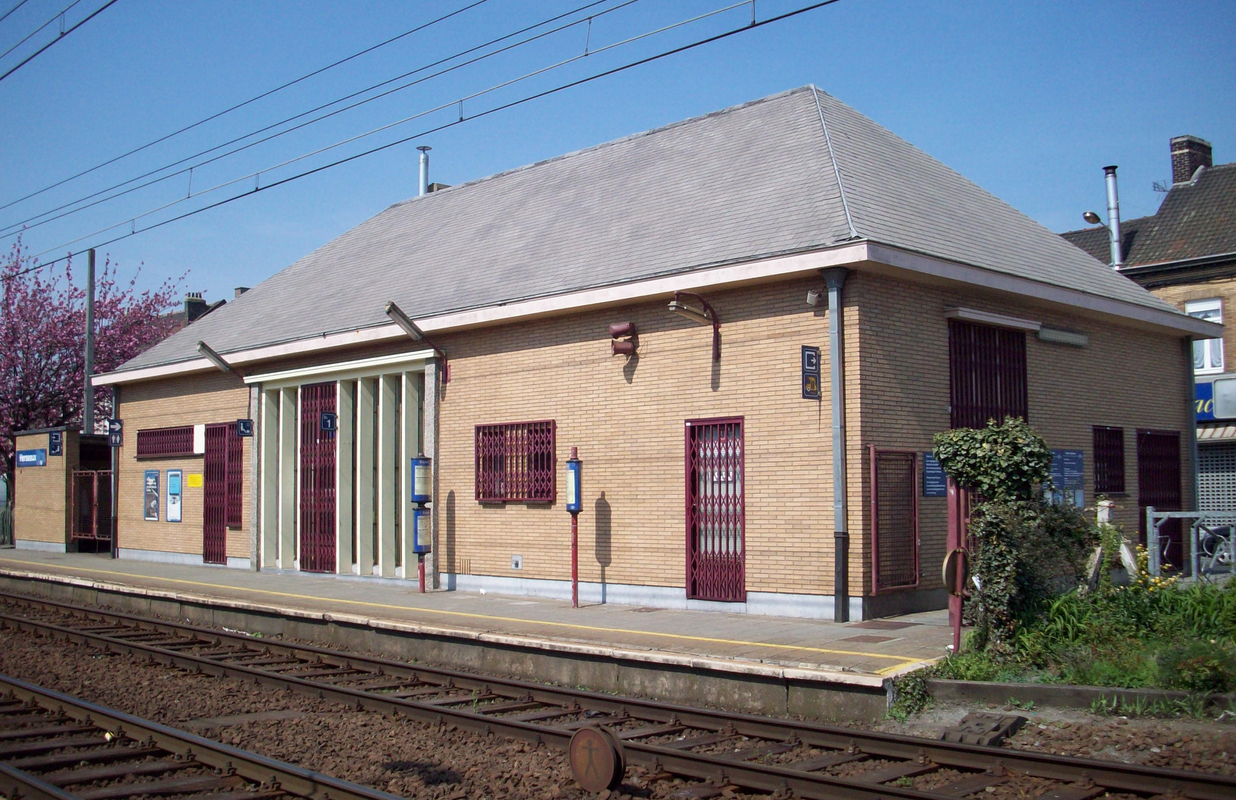
Stationsgebouw (2010)
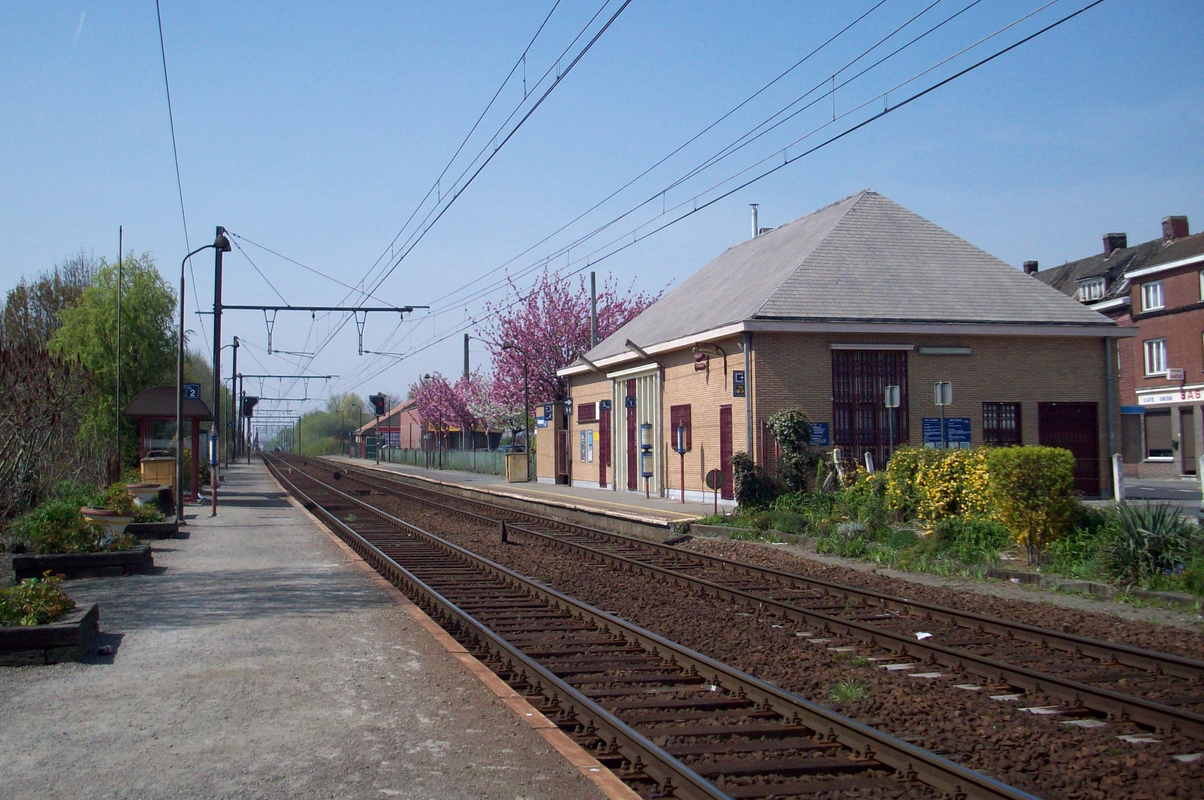
Het perron (2010)
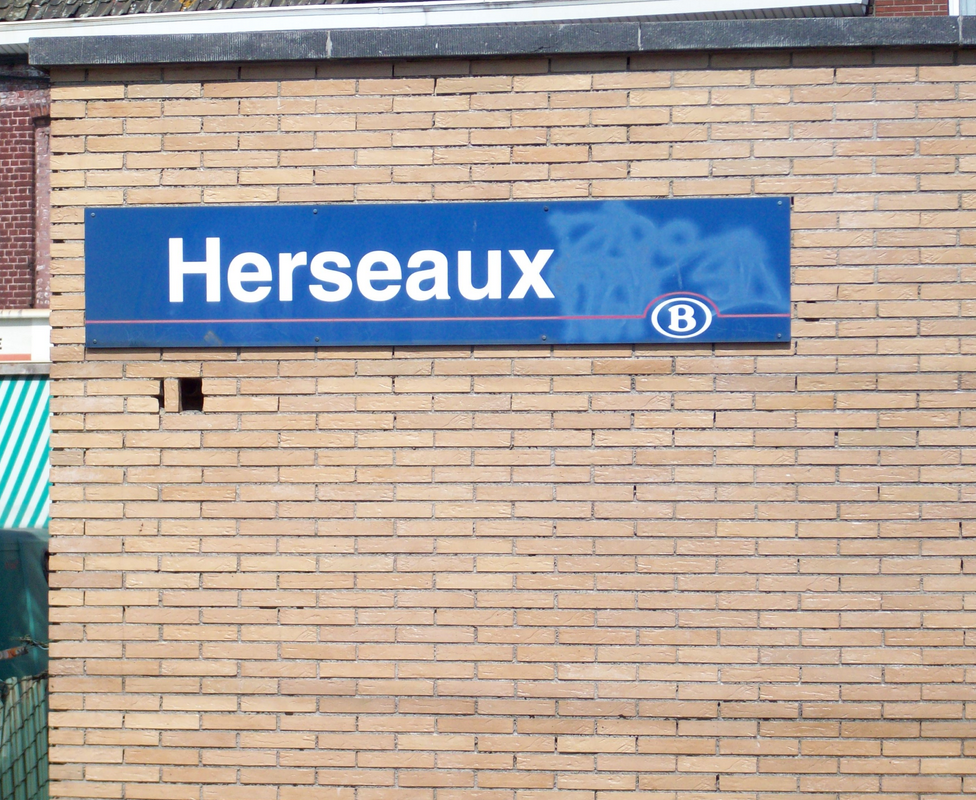
Naambord Station Herzeeuw (Herseaux)

## Treindienst
| Serie       | Treinsoort          | Route | Bijzonderheden                                                                                     |
| ----------- | ------------------- | --- | -------------------------------------------------------------------------------------------------- |
| IC 25       | Intercity (NMBS)    | Moeskroen – Herzeeuw – Doornik – Bergen – Charleroi-Centraal – Namen – Luik-Guillemins – Herstal – Liers | Rijdt in het weekend tussen Moeskroen en Liers.                                                    |
| IC 26       | Intercity (NMBS)    | Kortrijk – Herzeeuw – Doornik – Brussel-Zuid – Sint-Niklaas                                              | Rijdt alleen op werkdagen, laatste rit stopt bijkomend in elk station tussen Jette en Dendermonde. |
| L 4650      | L-trein (NMBS)      | Quévy – Bergen – [ Doornik – Herzeeuw – Moeskroen ] / [ Quiévrain ]                                      | Rijdt in het weekend tussen Bergen en Quiévrain.                                                   |
| P 7510/8510 | Piekuurtrein (NMBS) | Moeskroen – Herzeeuw – Doornik – Brussel-Zuid – Schaarbeek                                               | Rijdt alleen op werkdagen. Twee treinen verder als IC-18 naar Luik-Paleis.                         |

## Reizigerstellingen
De grafiek en tabel geven het gemiddeld aantal instappende reizigers weer op een week-, zater- en zondag.
| Tabel: aantal instappende reizigers station Herseaux | Tabel: aantal instappende reizigers station Herseaux | Tabel: aantal instappende reizigers station Herseaux | Tabel: aantal instappende reizigers station Herseaux |
|                                                      | Weekdag                                              | Zaterdag                                             | Zondag                                               |
| ---------------------------------------------------- | ---------------------------------------------------- | ---------------------------------------------------- | ---------------------------------------------------- |
| 1977                                                 | 390                                                  | 178                                                  | 139                                                  |
| 1978                                                 | 401                                                  | 144                                                  | 105                                                  |
| 1979                                                 | 408                                                  | 122                                                  | 81                                                   |
| 1980                                                 | 441                                                  | 98                                                   | 126                                                  |
| 1981                                                 | 457                                                  | 119                                                  | 118                                                  |
| 1982                                                 | 380                                                  | 114                                                  | 141                                                  |
| 1983                                                 | 410                                                  | 128                                                  | 162                                                  |
| 1984                                                 | 436                                                  | 77                                                   | 110                                                  |
| 1985                                                 | 520                                                  | 89                                                   | 165                                                  |
| 1986                                                 | 619                                                  | 65                                                   | 153                                                  |
| 1987                                                 | 551                                                  | 63                                                   | 95                                                   |
| 1988                                                 | 688                                                  | 110                                                  | 147                                                  |
| 1989                                                 | 775                                                  | 171                                                  | 236                                                  |
| 1990                                                 | 614                                                  | 155                                                  | 275                                                  |
| 1991                                                 | 799                                                  | 159                                                  | 250                                                  |
| 1992                                                 | 862                                                  | 146                                                  | 287                                                  |
| 1993                                                 | 685                                                  | 105                                                  | 254                                                  |
| 1994                                                 | 548                                                  | 84                                                   | 183                                                  |
| 1995                                                 | 500                                                  | 102                                                  | 246                                                  |
| 1996                                                 | 630                                                  | 88                                                   | 241                                                  |
| 1997                                                 | 632                                                  | 92                                                   | 185                                                  |
| 1998                                                 | 543                                                  | 97                                                   | 228                                                  |
| 1999                                                 | 577                                                  | 126                                                  | 144                                                  |
| 2000                                                 | 680                                                  | 107                                                  | 194                                                  |
| 2001                                                 | 589                                                  | 118                                                  | 272                                                  |
| 2002                                                 | 566                                                  | 110                                                  | 246                                                  |
| 2003                                                 | 668                                                  | 117                                                  | 194                                                  |
| 2004                                                 | 591                                                  | 118                                                  | 252                                                  |
| 2005                                                 | 601                                                  | 138                                                  | 246                                                  |
| 2006                                                 | 629                                                  | 152                                                  | 226                                                  |
| 2007                                                 | 622                                                  | 118                                                  | 232                                                  |
| 2008                                                 | -                                                    | -                                                    | -                                                    |
| 2009                                                 | 569                                                  | 196                                                  | 219                                                  |
| 2010                                                 | -                                                    | -                                                    | -                                                    |
| 2011                                                 | -                                                    | -                                                    | -                                                    |
| 2012                                                 | 788                                                  | 120                                                  | 296                                                  |
| 2013                                                 | 613                                                  | 148                                                  | 235                                                  |
| 2014                                                 | 856                                                  | 180                                                  | 264                                                  |
| 2015                                                 | 628                                                  | 107                                                  | 217                                                  |
| 2016                                                 | 674                                                  | 159                                                  | 224                                                  |
| 2017                                                 | 604                                                  | 148                                                  | 208                                                  |
| 2018                                                 | 504                                                  | 217                                                  | 289                                                  |
| 2019                                                 | 576                                                  | 215                                                  | 165                                                  |
| 2020                                                 | 459                                                  | 122                                                  | 136                                                  |
| 2021                                                 | -                                                    | -                                                    | -                                                    |
| 2022                                                 | 560                                                  | 180                                                  | 219                                                  |
| 2023                                                 | 550                                                  | 181                                                  | 225                                                  |
| 2024                                                 | 580                                                  | 187                                                  | 263                                                  |

0,0: Moeskroen ·
2,1: Herzeeuw-Plaats ·
3,4: Herzeeuw ·
6,9: Leers-Nord ·
9,4: Néchin ·
12,5: Templeuve ·
15,6: Froyennes
0,0: Leupegem ·
3,7: Melden ·
8,7: Berchem (Kluisbergen) ·
11,5: Ruien ·
15,3: Avelgem ·
18,5: Bossuit ·
21,2: Sint-Denijs-Helkijn ·
24,9: Spiere ·
26,7: Dottignies-Saint-Léger ·
28,3: Evregnies ·
31,3: Herzeeuw